# داته تومومونه
داته تومومونه ((به ژاپنی: 伊達 朝宗 Date Tomomune)؛ بوشی یا یک سامورایی در طول سال‌های پایانی دوره هی‌آن تا آغاز دوره کاماکورا بود. او به عنوان بنیانگذار خاندان داته شناخته می‌شود.